# Carolus Clusius
Carolus Clusius eller Charles L'Escluse, född den 19 februari 1526 i Arras, död den 4 april 1609 i Leiden, var en flamländsk botaniker.
Efter grundliga studier företog Clusius resor i stora delar av Europa, där han insamlade och beskrev en mängd växter. Omkring 1570 blev han kejserlig trädgårdsdirektör i Wien. 1587 slog han sig ned i Frankfurt am Main och blev 1593 professor i botanik vid universitetet i Leiden. Clusius försökte inte bara bestämma och avbilda sitt material, utan även inordna växterna i ett system. 
Bland hans främsta arbeten märks Rariorum plantarum historia (1601) och Exoticurum libri 10 (1605).
Asteroiden 9364 Clusius är uppkallad efter honom.